# Idioma Araki
El idioma araki es una lengua austronesia que se habla en la isla Araki, en Vanuatu. El idioma está en un grave peligro de extinción, ya que solo es hablado por ocho hablantes nativos. El resto de habitantes de la isla dominan el idioma tanto como para pronunciar frases, pero no saben el vocabulario o la gramática del idioma. 
Fue estudiado en 2002 por el lingüista Alexandre François.

## Fonología
El araki tiene 5 vocales /i-e-a-o-u/, y 16 consonantes:
/p-t̼-t-k-tʃ-s-h-β-ð̼-m-n̼-n-ŋ-ɾ-r-l/.

## Ejemplos de frases y palabras
- Nam eɾe n̼arasala = "Abrí la puerta"
- lin̼a = "mano"
- taɾe = "todos"